# Петпарачке приче
Петпарачке приче (енгл. Pulp Fiction) је амерички неоноар криминалистички филм из 1994. године, у режији Квентина Тарантина који је и написао филм уз допринос Роџера Ејверија. Познат је по нелинеарној радњи, еклектичном дијалогу, ироничној мешавини хумора и насиља и референци из других филмова и популарне културе. Тематски је базиран на шунд криминалистичким романима четрдесетих и педесетих година двадесетог века и прати живот неколико индивидуалаца чији су животи умешани у криминално подземље Лос Анђелеса. Глумачку поставу чине Брус Вилис, Џон Траволта, Семјуел Л. Џексон, Ума Терман и Винг Рејмс.
Номинован је за седам Оскара, укључујући најбољи филм; Тарантино и Ејвери су освојили награду Оскар за најбољи оригинални сценарио. На Филмском фестивалу у Кану је награђен Златном палмом. Велики комерцијални успех ревитализовао је каријеру главног глумца, Џона Траволте, који је био номинован за Оскара, као и Самјуел Л. Џексон и Ума Терман.
Критичари су филм због његове саморефлексије и неконвенционалне структуре назвали првим примером постомодерног филма. Петпарачке приче послужиле су као инспирација за многе касније филмове који су преузели одређене елементе његовог стила. Природа његове продукције, маркетинга и дистрибуције и накнадне профитабилности снажно су утицали на подручје независне кинематографије. Филм је уврштен у Национални филмски регистар Конгресне библиотеке као "културолошки, историјски или естетски значајан".

## Радња
Радња филма није испричана хронолошким редоследом, а прати три главне међусобно повезане приче: Плаћени убица Винсент Вега је протагониста прве приче, боксер Буч Кулиџ је главни јунак друге, а Винсентов партнер Џулс Винфилд је главни јунак треће.
Филм почиње са „Пампкином” и „Хани Бани” који пљачкају ресторан, а радња затим прелази на приче о Винсенту, Џулсу и Бучу. На крају се враћа тамо где је и започео, у ресторан. Постоји укупно седам наративних низова; трима основним причама претходе наслови:
1. Пролог − Ресторан (I)
2. Увод у „Винсент Вега и жена Марселуса Воласа”
3. „Винсент Вега и жена Марселуса Воласа”
4. Увод у „Златни сат” (а−флешбек, б−садашњост)
5. „Златни сат”
6. „Ситуација са Бони”
7. Епилог − Ресторан (II)

Кад би се седам секвенци поређало хронолошки, ишле би следећим редоследом: 4а, 2, 6, 1, 7, 4б, 5. Секвенце 1 и 7 и 2 и 6 се делимично преклапају, па су приказане из различитих погледа. Наративни редослед, са свим својим заобилажењима, је заправо кружан, будући да се последња сцена преклапа са првом. Говорећи о филму, Тарантино је изјавио: „Супер ствар је та да се ломљењем линеарне структуре, кад гледам филм са публиком, ломи и стање публике. То је као оно, 'Морам да видим ово... Морам обратити пажњу'. Готово можете осетити како се сви помичу у својим седиштима. Заправо је забавно гледати публику како на неки начин лови филм.”

### Увод
„Пампкин” (Тим Рот) и „Хани Бани” (Аманда Пламер) доручкују у ресторану. Одлучују да га опљачкају, схвативши да би могли да извуку новац не само из благајне, него и од муштерија, као што су то учинили током њихове последње пљачке. Неколико тренутака касније почиње пљачка, сцена нестаје и почиње уводна шпица.
Док Џулс Винфилд (Самјуел Л. Џексон) вози, Винсент Вега (Џон Траволта), прича о својим искуствима у Европи, из које се управо вратио; о хашиш-бару у Амстердаму, о француском Мекдоналдсу и њиховом бургеру са сиром („Ројал са сиром”). Двојац одевен у одела је на путу да узму актовку од Брета (Френк Вејли), који се огрешио код њихова шефа, гангстера Марселуса Воласа. Џулс говори Винсенту како је Марселус бацио некога са четвртог спрата јер је његовој жени измасирао стопала. Винсент одвраћа да га је Марселус замолио да прати његову супругу док је изван града. Након шаљивог, филозофског подбадања, враћају се својим правим улогама и убијају Брета на драматичан начин након што Џулс изрецитује злокобно „библијско” пророчанство.

### Винсент Вега и жена Марселуса Воласа
У готово празном коктел-бару, боксер Буч Кулиџ (Брус Вилис) прихвата велику суму новца од Марселуса Воласа (Винг Рејмс), договоривши се да ће пасти у петој рунди следећег меча. Буч и Винсент кратко се сусрећу, док Винсент и Џулс - сада необјашњиво одевени у мајице и шорцеве - долазе у Марселусов клуб како би доставили актовку. Следећег дана, Винсент свраћа код Ленса (Ерик Столц) и Џоди (Розана Аркет) како би купио мало хероина високог квалитета. Нафиксавши се пре сусрета са Мијом Волас (Ума Терман), изводи је напоље. Њих двоје одлазе у допадљиви ресторан тематски уређен у стилу педесетих у којем су службеници прерушени у поп иконе те деценије. Мија се присећа свог глумачког искуства у пропалој пилот епизоди ТВ серије „Фокс Форс Фајв”.
Након учешћа у плесном такмичењу, враћају се у кућу Воласових са трофејом. Док Винсент у купатилу сам себе уверава да се не спетља са шефовом женом, Мија проналази Винсентов хероин у џепу негова сакоа. Заменивши га са кокаином, ушмрче га и предозира се. Винсент је проналази и престрашен одјури у Ленсову кућу по помоћ. Тамо убризгава инјекцију адреналина у њено срце, оживевши је. Пре него што се пар растао, Мија и Винсент се договарају да не говоре Марселусу о инциденту, бојећи се онога што би могао да им учини.
Млади Буч гледа телевизију, када у собу уђе вијетнамски ветеран, капетан Kунс (Кристофер Вокен). Kунс објашњава да му је донео златни сат, који се преносио генерацијама међу мушким члановима породице Кулиџ. Бучов отац је умро у логору за ратне заробљенике, а на његову посљедњу жељу Kунс је сакрио сат у свој ректум и чувао га две године како би га донио Бучу. Зазвони звоно, преплашивши одраслог Буча из његова сна. Он је у боксерској опреми и време му је за борбу за коју је плаћен да падне.

### Златни сат
Буч бежи из арене након победе у борби. Побегавши таксијем, од своје возачице опседнуте смрћу, Есмералде Виљалобос (Анџела Џоунс) сазнаје да је убио свог противника. Буч је преварио Марселуса, опкладивши се на себе на врло повољан коефицијент. Следећег јутра у мотелу, Буч открива да је његова девојка, Фабијен (Марија де Медеирос), заборавила да спакује његов незаменљиви сат. Враћа се у свој стан како би га покупио, иако га готово сигурно траже Марселусови људи. Буч брзо проналази сат, али мислећи да је сам, застаје како би испекао тост. Тада на кухињском столу опажа аутоматски пиштољ. Зачувши пуштање воде у тоалету, Буч узима пиштољ и убија Винсента Вегу који излази из купатила.
Возећи се из стана, Буч случајно налеће на Марселуса. Удара га аутом, али судара се са другим возилом. Почиње потера пешке, а двојица мушкараца завршавају у залагаоници. Буч подиже пиштољ како би убио Марселуса, али тада их власник залагаонице, Мејнард (Дуан Витакер), заробљава пушком. Мејнард и његов ортак, Зед (Питер Грин), одводе Марселуса у собу позади и силују га, остављајући маскираног човека да надгледа Буча. Буч се ослобађа и убија тог човека. Намерава да побегне, али ипак одлучује да спаси Марселуса. Док Зед силује Марселуса, Буч катаном убија Мејнарда. Марселус узима Мејнардову сачмарицу и погађа Зеда у препоне. Говори Бучу да су квит, ако никоме не спомене силовање и заувек напусти Лос Анђелес. Буч пристаје и одлази из града на Зедовом мотору са Фабијен.

### Ситуација са Бони
Прича се враћа на Винсента и Џулса у Бретовом стану. Након што су га убили, други мушкарац излази из купатила и почиње да дивљачки пуца на њих, али сваки метак их промашује, а запрепашћени Џулс и Винсент не успевају ни да узврате ватру. Џулс тврди да је то чудо и Божји сигнал њему да се пензионише као плаћени убица, иако се Винсент не слаже. Одлазе са једним од Бретових сарадника, Марвином (Фил Ламар), њиховим доушником. Винсент упита Марвина за мишљење о „чуду” и случајно га упуцава у главу док је неопрезно махао пиштољем.
Присиљен да склоне свој крвави аутомобил са улице, Џулс позива свог пријатеља Џимија (Квентин Тарантино). Џимијева жена, Бони, убрзо долази са посла, а он је забринут да их не сретне. На Џулсов захтев, Марселус затражи помоћ од Винстона Вулфа (Харви Кајтел). Вулф узима ствари у своје руке, наређујући Џулсу и Винсенту да очисте ауто, сакрију тело у пртљажнику, реше се своје крваве одеће и пресвуку се у мајице и шорцеве које им даје Џими. Осим тога, плаћа Џимију за његову постељину које ће послужити да се сакрију крвава седишта док се возе до отпада где ради Вулфова девојка, Ракел (Џулија Свини). Вук и Ракел одлазе да доручкују, а Џулс и Винсент одлучују да учине исто.
Џулс и Винсент доручкују, а разговор се враћа на Џулсову одлуку да се пензионише. У кратком пресеку, видимо „Пампкина” и „Хани Бани” мало пре него што одлучују да опљачкају ресторан, из уводне сцене филма. Док је Винсент у тоалету, почиње пљачка. „Пампкин” захтева све драгоцености, укључујући Џулсову мистериозну актовку. Џулс изненађује „Пампкина”, држећи га на нишану. „Хани Бани”, хистерична, потеже пиштољ на Џулса. Винсент излази из тоалета са пиштољем упереним у њу. Настаје Мексички обрачун. Џулс објашњава своју амбивалентност према свом криминалном животу, а као свој први чин искупљења наговара двоје пљачкаша да однесу новац који су покупили и оду, закључивши мудро како су поштеђени, оставивши актовку која ће бити враћена свом власнику.

## Улоге
| Глумац             | Улога                   |
| ------------------ | ----------------------- |
| Џон Траволта       | Винсент Вега            |
| Самјуел Л. Џексон  | Џулс Винфилд            |
| Ума Терман         | Мија Волас              |
| Харви Кајтел       | Винстон Вулф            |
| Тим Рот            | Ринго / Пампкин         |
| Аманда Пламер      | Јоланда / Хани Бани     |
| Ерик Столц         | Ленс                    |
| Брус Вилис         | Буч Кулиџ               |
| Винг Рејмс         | Марселус Волас          |
| Розана Аркет       | Џоди                    |
| Кристофер Вокен    | капетан Кунс            |
| Питер Грин         | Зед                     |
| Марија де Медеирос | Фабијен                 |
| Стив Бусеми        | Бади Холи               |
| Квентин Тарантино  | Џими                    |
| Френк Вејли        | Брет                    |
| Лоренс Бендер      | Дугокоси јапи пропалица |

## Зарада
- Зарада у САД — 107.928.762 америчких долара
- Зарада у иностранству — 106.000.000 америчких долара
- Укупна зарада — 213.928.762 америчких долара

## Награде
Филм је освојио укупно 43 награде и 40 номинација. Добио је награду Оскар за најбољи сценарио, 1995, а номинован је за још шест оскара; између осталих, Траволта је био номинован за најбољу мушку улогу, Џексон и Терман за споредне, а сам Тарантино за најбољег режисера. Исте године, филм је освојио награду Сатурн за најбољи филм Удружења за СФ, фантазију и хорор филмове у САД, БАФТА награде за најбољи сценарио и епизодну мушку улогу (Џексон) у Уједињеном Краљевству, Глобус за најбољи сценарио, као и МТВ награде за најбољи филм и најбољу сцену плеса, коју су одиграли Ума Терман и Џон Траволта. Годину дана пре тога, филм је освојио и Златну палму на филмском фестивалу у Кану.

## Критике
У више извора се помиње да је овај филм добио веома позитивне критике. Понекад је оцењен као најбољи филм режисера Тарантина. Окарактерисан је и као филм са „замршеним заплетом и бруталним хумором“.

## Занимљивости
- Сви часовници који се појављују у кадровима филма стоје на 4.20.[7]